# 楠德萨里
楠德萨里（Nandesari INA），是印度古吉拉特邦Vadodara县的一个城镇。总人口2815（2001年）。

## 人口
该地2001年总人口2815人，其中男性1521人，女性1294人；0—6岁人口469人，其中男258人，女211人；识字率73.14%，其中男性为77.98%，女性为67.47%。